# Trichophyton
Trichophyton es un género de hongos	Ascomycota que incluye las variedades parasitarias que causan la tiña, incluido el pie de atleta, la tiña inguinal y las infecciones similares de las uñas, la barba, la piel y el cuero cabelludo.
Los hongos Trichophyton son mohos caracterizados por el desarrollo de macro y microconidios de paredes lisas. Los macroconidios se transmiten principalmente lateralmente directamente en las hifas o en los pedicelos cortos, y son de paredes delgadas o gruesas, en forma de mazo a fusiformes, y tienen un tamaño de 4 a 8 por 8 a 50 μm. Los macroconidios son pocos o ausentes en muchas especies. Los microconidios son esféricos, piriformes a mazos o de forma irregular, y varían de 2 a 3 por 2 a 4 μm de tamaño.

## Especies y su reservorio natural
| Trichophyton ajelloi                           | geofílico                         |
| Trichophyton concentricum                      | antropofílico                     |
| Trichophyton equinum                           | zoofílico (caballo)               |
| Trichophyton flavescens                        | geofílico (plumíferos)            |
| Trichophyton gloriae                           | geofílico                         |
| Trichophyton megnini                           | antropofílico                     |
| Trichophyton mentagrophytes var. erinacei      | zoofílico (erizos)                |
| Trichophyton mentagrophytes var. interdigitale | antropofílico                     |
| Trichophyton phaseoliforme                     | geofílico                         |
| Trichophyton rubrum                            | antropofílico                     |
| Trichophyton rubrum raza enana                 | antropofílico                     |
| Trichophyton rubrum raza granular              | antropofílico                     |
| Trichophyton schoenleinii                      | antropofílico                     |
| Trichophyton simii                             | zoofílico (monos, aves de corral) |
| Trichophyton soudanense                        | antropofílico                     |
| Trichophyton terrestre                         | geofílico                         |
| Trichophyton tonsurans                         | antropofílico                     |
| Trichophyton vanbreuseghemii                   | geofílico                         |
| Trichophyton verrucosum                        | zoofílico (vacuno, caballo)       |
| Trichophyton violaceum                         | antropofílico                     |
| Trichophyton yaoundei                          | antropofílico                     |

## Manifestaciones clínicas:
El género "TRICHOPHYTON" es un género de hongos causantes de micosis superficiales y cutáneas, que son causales de la tiña corporis (TIÑA), tiña crusis, tiña pedis (pie de atleta), y onicomicosis o tiña unguium, una infección fúngica del lecho de la uña.

## Diagnóstico
El cultivo del hongo es el medio diagnóstico específico para determinar el género y especie, sin embargo, estos cultivos requieren de una toma especializada, ya que la apropiada obtención de muestras clínicas aumenta en gran medida la sensibilidad diagnóstica. En general, éstas deben ser obtenidas cerca del borde activo de la lesión ya que el centro de la misma puede contener material escaso o no viable. Para muestras de cuero cabelludo se debe procurar tomar cabellos de la misma lesión. En muestras de uñas, se recomienda obtener un raspado fino acorde al tipo de lesión, idealmente del lecho ungueal si se encuentra comprometido.
Recientemente se está utilizando la prueba de capilaroscopía bajo la metodología conocida como Sistema de Aplicación de Técnicas para el Diagnóstico Metabólico (Sistema ATDM), donde en tiempo real, se puede identificar las disbiosis fúngicas que causan dermatomicosis, y se observa que el género Trichophyton, va a emitir una bioreflectancia cuya longitud de onda podrá verse de color azul; y dependiendo de la especie, se podrán apreciar ciertas diferencias entre las especies.